# Списак друштвено-политичких радника СР Србије
Списак истакнутих друштвено-политичких радника СР Србије садржи списак личности које су обаљале државне и партијске фунцкије у Социјалистичкој Републици Србији и Савезу комуниста Србије, односно били — чланови Председништва СР Србије, чланови Председништва ЦК СК Србије, чланови Централног комитета СК Србије, чланови Извршног већа Скупштине СР Србије, посланици Скупштине СР Србије, чланови Савета Републике Србије, чланови Републичке конференције Социјалистичког савеза радног народа Србије, Републичког одбора Савеза удружења бораца Народноослободилачког рата Србије, чланови Републичке конференција Савеза социјалистичке омладине Србије, чланови Републичког већа Савеза синдиката Србије, председници Скупштине града Београда, председници Председништва Градског комитета Савеза комуниста Београда и др.
1. Крста Аврамовић (1928—2013)
2. Предраг Ајтић (1921—1979)
3. Риста Антуновић (1917—1998)
4. Спасенија Цана Бабовић (1907—1977)
5. Владимир Бабшек Орешковић (1941—2022)
6. Владислав Бајчевић (1918—1979)
7. Александар Бакочевић (1928—2007)
8. Момчило Баљак (1941—1999)
9. Милорад Бертолино (1929—1981)
10. Новица Благојевић (1979—1979)
11. Миленко Бојанић (1924—1987)
12. Добривоје Бошковић (1922—1986)
13. Раденко Броћић (1922—2008)
14. Милић Бугарчић (1921—1990)
15. Вукоје Булатовић (1927—2001)
16. Ратко Бутулија (1941)
17. Живан Васиљевић (1920—2007)
18. Јован Веселинов (1906—1982)
19. Тихомир Влашкалић (1923—1993)
20. Будимир Вукашиновић (1921—2004)
21. Здравко Вуковић (1924—2005)
22. Душан Глигоријевић (1920—2008)
23. Слободан Глигоријевић (1920—1999)
24. Тома Гранфил (1913—1995)
25. Петар Грачанин (1923—2004)
26. Крцун Драговић (1950—2014)
27. Милан Драговић (1941—)
28. Милојко Друловић (1923—1989)
29. Момчило Дугалић (1918—2014)
30. Спасоје Ђаковић (1914—2005)
31. Пера Ђоковић (1930—2004)
32. Драгоје Ђурић (1910—1990)
33. Симеон Затезало (1927—1998)
34. Петар Зечевић (1920—)
35. Драгиша Ивановић (1914—2001)
36. Љубиша Игић (1941—2023)
37. Бранислав Иконић (1928—2002)
38. Десимир Јевтић (1938—2017)
39. Иса Јовановић (1906—1983)
40. Петар Јовановић (1925—2008)
41. Радош Јовановић (1912—1965)
42. Борисав Јовић (1928—2021)
43. Ђурица Јојкић (1914—1981)
44. Србољуб Јосиповић (1909—1997)
45. Бошко Крстић (1914—1977)
46. Павле Кртенић (1923—2009)
47. Ђорђе Лазић (1927—2018)
48. Воја Лековић (1912—1997)
49. Никола Љубичић (1916—2005)
50. Велибор Љујић (1914—1985)
51. Драгослав Марковић (1920—2005)
52. Мирослав Марковић (19440—2010)
53. Момчило Марковић (1912—1992)
54. Немања Марковић (1915—)
55. Ђорђе Матић Кекеран (1917—1978)
56. Стојан Миленковић (1923—2004)
57. Драгомир Милојевић (1924—1991)
58. Слободан Милошевић (1941—2006)
59. Милка Минић (1915—2000)
60. Миломир Минић (1950)
61. Милош Минић (1914—2003)
62. Душан Митевић (1938—2003)
63. Александар Митровић (1933—2012)
64. Милорад Митровић (1912—)
65. Митра Митровић (1912—2001)
66. Живорад Мишић (1923—2008)
67. Драгослав Мутаповић (1912—1999)
68. Радисав Недељковић (1918—2008)
69. Раја Недељковић (1911—1996)
70. Благоје Нешковић (1907—1984)
71. Марко Никезић (1921—1991)
72. Драгомир Николић Аца (1920—)
73. Трифун Николић (1922—1994)
74. Бора Павловић (1928—)
75. Драгиша Павловић (1943—1996)
76. Радован Пантовић (1921—2017)
77. Најдан Пашић (1922—1997)
78. Слободан Пенезић Крцун (1918—1964)
79. Латинка Перовић (1933—2022)
80. Душан Петровић (1914—1977)
81. Драгољуб Петровић (1919—1994)
82. Љубомир Петровић (1920—)
83. Никола Петронић (1936—2009)
84. Бранко Пешић (1922—1986)
85. Зоран Пјанић (1922—1991)
86. Милева Планојевић (1919—2003)
87. Мирко Поповић (1922—1986)
88. Света Поповић (1921—)
89. Светислав Тиле Поповић (1923—)
90. Милан Прибић (1921—1999)
91. Данило Пурић (1923—2005)
92. Миливоје Радовановић (1912—1990)
93. Милија Радовановић (1912—1996)
94. Жика Радојловић (1925—1993)
95. Добривоје Радосављевић (1915—1984)
96. Милан Рајачић (1922—2012)
97. Зоран Соколовић (1938—2001)
98. Јованка Солдатић (1922—1985)
99. Вукашин Стамболић (1927—2013)
100. Иван Стамболић (1936—2000)
101. Петар Стамболић (1912—2007)
102. Драги Стаменковић (1920—2004)
103. Синиша Станковић (1892—1974)
104. Виобран Станојевић (1929–2015)
105. Радоје Стефановић (1940—)
106. Богољуб Стојановић (1919—)
107. Бранислав Стојановић (1914—)
108. Ђоко Стојчић (1936—2021)
109. Мирко Тепавац (1922—2014)
110. Марија Тодоровић (1939—2022)
111. Мијалко Тодоровић (1913—1999)
112. Алекса Томић (1879—1971)
113. Драган Томић (1936—2022)
114. Момир Томић (1909—1979)
115. Богдан Трифуновић (1933—2007)
116. Миодраг Трифуновић (1927—1987)
117. Добрица Ћосић (1921—2014)
118. Мирко Ћуковић (1908—1986)
119. Химлија Хасанагић (1918—2002)
120. Селмо Хашимбеговић (1918—1989)
121. Боса Цветић (1912—1977)
122. Јован Цекић (1918—1982)
123. Душан Чкребић (1927—2022)
124. Никола Џуверовић (1917—2000)
125. Миладин Шакић (1927—1987)
126. Михаило Швабић (1919—2002)
127. Паун Шербановић (1924—1985)
128. Милка Шћепановић (1925—1993)